# Raise the Alarm
Raise the Alarm is het eerste studioalbum van de indierockband The Sunshine Underground. Het werd uitgebracht op 28 augustus 2006. Het album bevat elf nummers, inclusief één verborgen nummer.

## Nummers
1. Wake Up (2:31)
2. Put You In Your Place (3:14)
3. Dead Scene (3:55)
4. The Way It Is (5:14)
5. Commercial Breakdown (3:50)
6. Somebody's Always Getting In The Way (3:00)
7. Borders (4:02)
8. Panic Attack (3:44)
9. I Ain't Losing Any Sleep (4:19)
10. My Army (4:09)
11. Raise the Alarm (+hidden track) (11:57)